# مايك وارد (فكاهي)
مايك وارد هو فكاهي ‏ كندي، ولد في 14 سبتمبر 1973 في مدينة كيبك في كندا.

## وصلات خارجية
- الموقع الرسمي
- مايك وارد على موقع IMDb (الإنجليزية)
- مايك وارد على موقع ميوزك برينز (الإنجليزية)
- مايك وارد على موقع قاعدة بيانات الفيلم (الإنجليزية)